# Línea 86 (EMT Madrid)
La línea 86 de la EMT de Madrid une la estación de Atocha con Villaverde Alto.

## Características
La línea comunica el intercambiador multimodal de estación de Atocha con la Avenida de Córdoba, el Hospital 12 de Octubre, la Avenida de Andalucía, la Ciudad de Los Ángeles y Villaverde Alto.
Su recorrido se complementa con las líneas 18, 22, 59, 79 y 85 con las que comparte recorrido entre Legazpi y la entrada a la Ciudad de los Ángeles. Con la línea 22 comparte además recorrido entre la calle Alcocer y Villaverde Alto y con la línea 18 por dentro de la Ciudad de los Ángeles.
El 26 de mayo de 2014, cambia el nombre de la cabecera de Atocha por "Atocha Renfe".
El 3 de enero de 2021, vuelve a cambiar el nombre de la cabecera de Atocha Renfe por "Estación de Atocha".

### Frecuencias
| Lunes a viernes laborables |               |
| De 6:00 a 20:00            | 10-15 minutos |
| De 20:00 a 23:00           | 14-22 minutos |
| Sábados laborables         |               |
| De 6:00 a 9:00             | 19-24 minutos |
| De 9:00 a 23:00            | 17-22 minutos |
| Domingos y festivos        |               |
| De 7:00 a 9:00             | 16-30 minutos |
| De 9:00 a 21:00            | 15-22 minutos |
| De 21:00 a 23:00           | 20-30 minutos |

## Recorrido y paradas

### Sentido Villaverde Alto
La línea inicia su recorrido en el intercambiador de Atocha, en las dársenas situadas en torno al acceso de cercanías de la estación de Atocha. Desde este punto sale al Paseo de la Infanta Isabel para dirigirse por él hacia la Plaza del Emperador Carlos V.
Desde esta plaza toma el Paseo de Santa María de la Cabeza, por el que baja hasta la intersección con la calle Batalla del Salado, girando a la izquierda para bajar por esta hasta el final, girando de nuevo a la izquierda para tomar la calle Embajadores en dirección sureste. Recorre esta calle hasta la Plaza de la Beata María Ana de Jesús, donde toma el paseo de las Delicias hasta llegar a la Plaza de Legazpi.
Desde esta plaza sale por el puente de Andalucía, que franquea el río Manzanares y llega a la Glorieta de Cádiz, en la cual toma la Avenida de Córdoba, que recorre en su totalidad hasta pasar junto al Hospital 12 de Octubre, en la Glorieta de Málaga, donde se incorpora a la Avenida de Andalucía.
A continuación, la línea circula por la Avenida de Andalucía hasta franquear la autopista M-40, momento en que se desvía a la derecha para entrar en la Ciudad de los Ángeles por la Avenida de La Verbena de la Paloma.
Dentro de este barrio, la línea circula por dicha avenida, la calle Bohemios, la calle del Manojo de Rosas y la calle Virgen de los Desamparados, al final de la cual gira a la derecha para circular por la calle Alcocer, por la que se dirige hacia el casco antiguo de Villaverde.
Al final de la calle Alcocer toma la Avenida Real de Pinto, para enseguida girar a la derecha por la calle Doctor Pérez Domingo, que lleva a la Plaza de Ágata, donde la línea tiene su cabecera.
| Código | Parada                                   | Común con                                                             | Conexiones con Metro y Cercanías | Otros |
| ------ | ---------------------------------------- | --------------------------------------------------------------------- | -------------------------------- | ----- |
| 5707   | ESTACIÓN DE ATOCHA (Intercambiador)      |                                                                       | Atocha                           |       |
| 4839   | Batalla del Salado-Delicias              | 19 55 45                                                              |                                  |       |
| 1976   | Centro Dotacional Arganzuela             | 19 45 47 247                                                          | Palos de la Frontera             |       |
| 1186   | Ferrocarril                              | 8 19 45 47 247                                                        |                                  |       |
| 1187   | Batalla del Salado-Embajadores           | 8 19 45 47 247                                                        |                                  |       |
| 1188   | Beata                                    | 8 19 45 47 59 85 247                                                  |                                  |       |
| 1170   | Legazpi                                  | 8 19 45 47 59 62 76 85 247                                            | Legazpi                          |       |
| 5718   | Glorieta de Cádiz                        | 18 22 59 76 79 85 411 421 422 424 426 447 448                         |                                  |       |
| 5719   | Almendrales                              | 18 22 59 76 79 85                                                     | Almendrales                      |       |
| 5720   | Avenida de Córdoba                       | 18 22 59 76 79 85                                                     |                                  |       |
| 1132   | Hospital 12 de Octubre                   | 18 22 59 76 79 85 411 421 422 423 424 426 429 447 448 VAC-158 VAC-231 | Hospital 12 de Octubre           |       |
| 5378   | Glorieta de Málaga                       | 18 22 59 76 79 81 85                                                  |                                  |       |
| 1135   | San Fermín-Orcasur                       | 18 22 59 79 85 411 421 422 424 447 448                                | San Fermín-Orcasur               |       |
| 1137   | Avenida de Andalucía-Avenida los Rosales | 18 22 59 79 85                                                        |                                  |       |
| 1139   | Verbena de la Paloma-La Chulapona        | 18                                                                    |                                  |       |
| 1141   | Verbena de la Paloma-Soto del Parral     | 18                                                                    |                                  |       |
| 1143   | Bohemios-La del Manojo de Rosas          | 18                                                                    |                                  |       |
| 1144   | La del Manojo de Rosas-Doña Francisquita | 18 116                                                                |                                  |       |
| 1145   | La del Manojo de Rosas-Anoeta            | 18 116                                                                |                                  |       |
| 1189   | Virgen de los Desamparados-Totanes       | 18 116                                                                |                                  |       |
| 1191   | Alcocer-Paseo Talleres                   | 22 130 432 448                                                        |                                  |       |
| 1193   | Puente Alcocer                           | 22 76 130 432 448                                                     | Puente Alcocer                   |       |
| 1195   | Doctor Pérez Domínguez                   | 22 79 130 131                                                         |                                  |       |
| 1196   | VILLAVERDE ALTO (Pza. Ágata, 6)          | 131                                                                   |                                  |       |

### Sentido Estación de Atocha
El recorrido de vuelta es idéntico al de la ida pero en sentido contrario, con tres excepciones:
- Nada más empezar, circula por la calle Doctor Martín Arévalo en vez de Doctor Pérez Domínguez, pues ambas son de sentido único.
- Dentro de la Ciudad de los Ángeles, la línea circula por las calles Anoeta y La Alegría de la Huerta en vez de la del Manojo de Rosas y Bohemios.
- Tras pasar la Plaza de la Beata María Ana de Jesús, sube por el paseo de las Delicias hasta la plaza del Emperador Carlos V en vez de circular por las calles de Embajadores, Batalla del Salado y el Paseo de Santa María de la Cabeza.

| Código | Parada                                   | Común con                                                             | Conexiones con Metro y Cercanías      | Otros |
| ------ | ---------------------------------------- | --------------------------------------------------------------------- | ------------------------------------- | ----- |
| 1196   | VILLAVERDE ALTO (Pza. Ágata, 6)          | 131                                                                   |                                       |       |
| 1197   | Plaza de Ágata                           | 79                                                                    |                                       |       |
| 1198   | Doctor Martín Arévalo                    | 22 130 131                                                            |                                       |       |
| 1194   | Puente Alcocer                           | 22 76 130 432 448                                                     | Puente Alcocer                        |       |
| 1192   | Alcocer-Paseo Talleres                   | 22 130 432 448                                                        |                                       |       |
| 1190   | Virgen de los Desamparados-Totanes       | 18 116                                                                |                                       |       |
| 1146   | Anoeta-Arechavaleta                      | 18 116                                                                |                                       |       |
| 1147   | Alegría de la Huerta                     | 18 116                                                                |                                       |       |
| 1148   | Alegría de la Huerta-Bohemios            | 18 116                                                                |                                       |       |
| 1142   | Verbena de la Paloma-Soto del Parral     | 18                                                                    |                                       |       |
| 1140   | Verbena de la Paloma-La Chulapona        | 18                                                                    |                                       |       |
| 4728   | Avenida de Andalucía-Centro Comercial    | 18                                                                    |                                       |       |
| 1138   | Avenida de Andalucía-Avenida los Rosales | 18 22 59 79 85                                                        |                                       |       |
| 1136   | San Fermín-Orcasur                       | 18 22 59 79 85 411 421 422 424 447 448                                | San Fermín-Orcasur                    |       |
| 1134   | Avenida de Andalucía-San Fermín          | 18 22 59 76 79 85 411                                                 |                                       |       |
| 5379   | Glorieta de Málaga                       | 18 22 59 76 79 85                                                     |                                       |       |
| 5380   | Hospital 12 Octubre                      | 18 22 59 76 79 85 411 421 422 423 424 426 429 447 448 VAC-158 VAC-231 | Hospital 12 de Octubre                |       |
| 5702   | Avenida de Córdoba                       | 18 22 59 76 79 85                                                     |                                       |       |
| 5703   | Almendrales                              | 18 22 59 76 79 85                                                     | Almendrales                           |       |
| 5704   | Glorieta de Cádiz                        | 18 22 59 76 79 85 411 421 422 424 426 447 448                         |                                       |       |
| 3858   | Legazpi                                  | 47 59 62 76 85 247                                                    | Legazpi                               |       |
| 1182   | Beata                                    | 8 19 45 47 59 85 247                                                  |                                       |       |
| 5036   | Delicias-Cáceres                         | 8 19 45 47 59 85 247                                                  |                                       |       |
| 1183   | Estación de Delicias                     | 19 45 47 59 85 247                                                    | Delicias (metro) Delicias (Cercanías) |       |
| 1184   | Metro Palos de la Frontera               | 6 19 45 47 55 59 85 247                                               | Palos de la Frontera                  |       |
| 5360   | Delicias-Atocha                          | 59 85 102 E1                                                          |                                       |       |
| 5707   | ESTACIÓN DE ATOCHA (Intercambiador)      |                                                                       | Atocha                                |       |

## Galería de imágenes

Mapa zonal de la estación de Almendrales con las líneas de autobuses que pasan por ella, entre las que se encuentra la línea 86.